# Spårtjärnen
Spårtjärnen är en sjö i Karlskoga kommun i Värmland och ingår i Göta älvs huvudavrinningsområde. Sjön har en area på 0,13 kvadratkilometer och ligger 175,9 meter över havet.

## Delavrinningsområde
Spårtjärnen ingår i det delavrinningsområde (658332-143853) som SMHI kallar för Inloppet i Älgsimmen. Medelhöjden är 182 meter över havet och ytan är 13,51 kvadratkilometer. Räknas de 3 avrinningsområdena uppströms in blir den ackumulerade arean 54,16 kvadratkilometer. Imälven som avvattnar avrinningsområdet har biflödesordning 3, vilket innebär att vattnet flödar genom totalt 3 vattendrag innan det når havet efter 298 kilometer. Avrinningsområdet består mestadels av skog (71 procent) och sankmarker (20 procent). Avrinningsområdet har 0,51 kvadratkilometer vattenytor vilket ger det en sjöprocent på 3,8 procent.